# Жосань (Кебешть, Біхор)
Жосань, Жосані (рум. Josani) — село у повіті Біхор в Румунії. Входить до складу комуни Кебешть.
Село розташоване на відстані 388 км на північний захід від Бухареста, 48 км на південний схід від Ораді, 94 км на захід від Клуж-Напоки, 140 км на північний схід від Тімішоари.

## Населення
За даними перепису населення 2002 року у селі проживали 336 осіб, з них 334 особи (99,4%) румунів. Рідною мовою 334 особи (99,4%) назвали румунську.